# Maharashtra
Maharashtra (marathi: महाराष्ट्र) je indijska savezna država na zapadu zemlje. Maharashtra se nalazi na obali Arapskog mora, okružena pokrajinama Gujarat i Dadra i Nagar Haveli na sjeverozapadu, Madhya Pradesh na sjeveroistoku, Chhattisgarh na istoku, Karnataka na jugu, Andhra Pradeshna jugoistoku i Goa na jugozapadu. Država ima 96,752.247 stanovnika i prostire se na 307.713 km2. Glavni grad države je Mumbai, a drugi najveći grad Pune.